# Tabun
Tabun – nazwa handlowa dimetyloamidocyjanidofosforanu etylu, fosforoorganicznego związku chemicznego stosowanego głównie jako bojowy środek trujący z grupy paralityczno-drgawkowych z szeregu G. Zgodnie z rezolucją ONZ nr 687 został zaklasyfikowany jako broń masowego rażenia. Jego produkcja jest pod ścisłą kontrolą, a składowanie zakazane w myśl Konwencji o zakazie broni chemicznej.
Tabun znany jest także jako gelan, trylon-83 oraz GA. Oznaczenie GA było stosowane przez Niemców w czasie II wojny światowej. G było skrótowcem grupy środków paralityczno-drgawkowych, do których zaliczano, między innymi, sarin (GB), soman (GD), etylosarin (GE) i cyklosarin (GF). Wspólną cechą wszystkich bojowych środków trujących z grupy G jest ich brązowa barwa oraz to, że są one w temperaturze pokojowej łatwo lotnymi cieczami.
Tabun po rozproszeniu go w formie aerozolu w powietrzu, na przykład z samolotu, opada szybko na dół, a powstające opary „ścielą się”, zalegając w zagłębieniach w ziemi. Wdychany poraża szybko układ nerwowy człowieka, co objawia się najpierw gwałtownymi drgawkami całego ciała i prowadzić może do zgonu. Stężenie śmiertelne (LC50) wynosi dla ludzi 150 mg/m³. Odtrutkami są szybko podane atropina, diazepam i oksymy (pralidoksym, obidoksym, azoksym).

## Historia i otrzymywanie
Tabun został otrzymany przypadkowo w 1936 roku przez niemieckiego chemika Gerharda Schradera, pracującego w firmie IG Farben w Elberfeld nad zastosowaniem organicznych fosfin jako herbicydów i pestycydów. W czasie II wojny światowej Niemcy produkowali tabun w zakładach w Brzegu Dolnym (niem. Dyhernfurth), które były formalnie własnością tego samego koncernu a działały pod nazwą Anorgana GmbH. Jak ustalił reporter i dokumentalista Tomasz Bonek w książce „Chemia śmierci. Zbrodnie w najtajniejszym obozie III Rzeszy” fabrykę zakładał i nią kierował dr Otto Ambros, odpowiedzialny również za budowę i funkcjonowanie obozu Auschwitz III w Monowicach i niemieckich zakładów produkujących tam syntetyczny kauczuk. Anorgana rozpoczęła w Brzegu Dolnym produkcję na pełną skalę w 1942 roku. Po wyprodukowaniu około 12 tysięcy ton tabunu została ona przechwycona przez nacierającą Armię Czerwoną. Po wojnie instalacje do produkcji tabunu zostały zarekwirowane i przewiezione do Bekietowki, nieopodal Stalingradu w ZSRR.
Produkcja bojowych środków trujących z serii G (paralityczno-drgawkowych) została formalnie zabroniona na mocy umowy między ZSRR, Stanami Zjednoczonymi i Wielką Brytanią. Powojenne niemieckie zapasy tabunu zostały komisyjnie zatopione w Atlantyku. Tabun jest najprostszym i najłatwiejszym w produkcji bojowym środkiem trującym z grupy G i dlatego kraje, które decydują się na rozpoczęcie tajnych programów tworzenia broni chemicznej, zazwyczaj zaczynają właśnie od niego.
Podejrzewa się, że tabun był stosowany w czasie wojny iracko-irańskiej.